# Schönhausen
Schönhausen (Elbe) est une commune dans l'arrondissement de Stendal en Saxe-Anhalt, Allemagne. Le village est connu comme le lieu de naissance d'Otto von Bismarck.

## Géographie
Le territoire communal s'étend sur la rive est de l'Elbe le long de la route entre Stendal et Rathenow, à environ 70 kilomètres au nord de Magdebourg, la capitale du Land de Saxe-Anhalt.

## Histoire

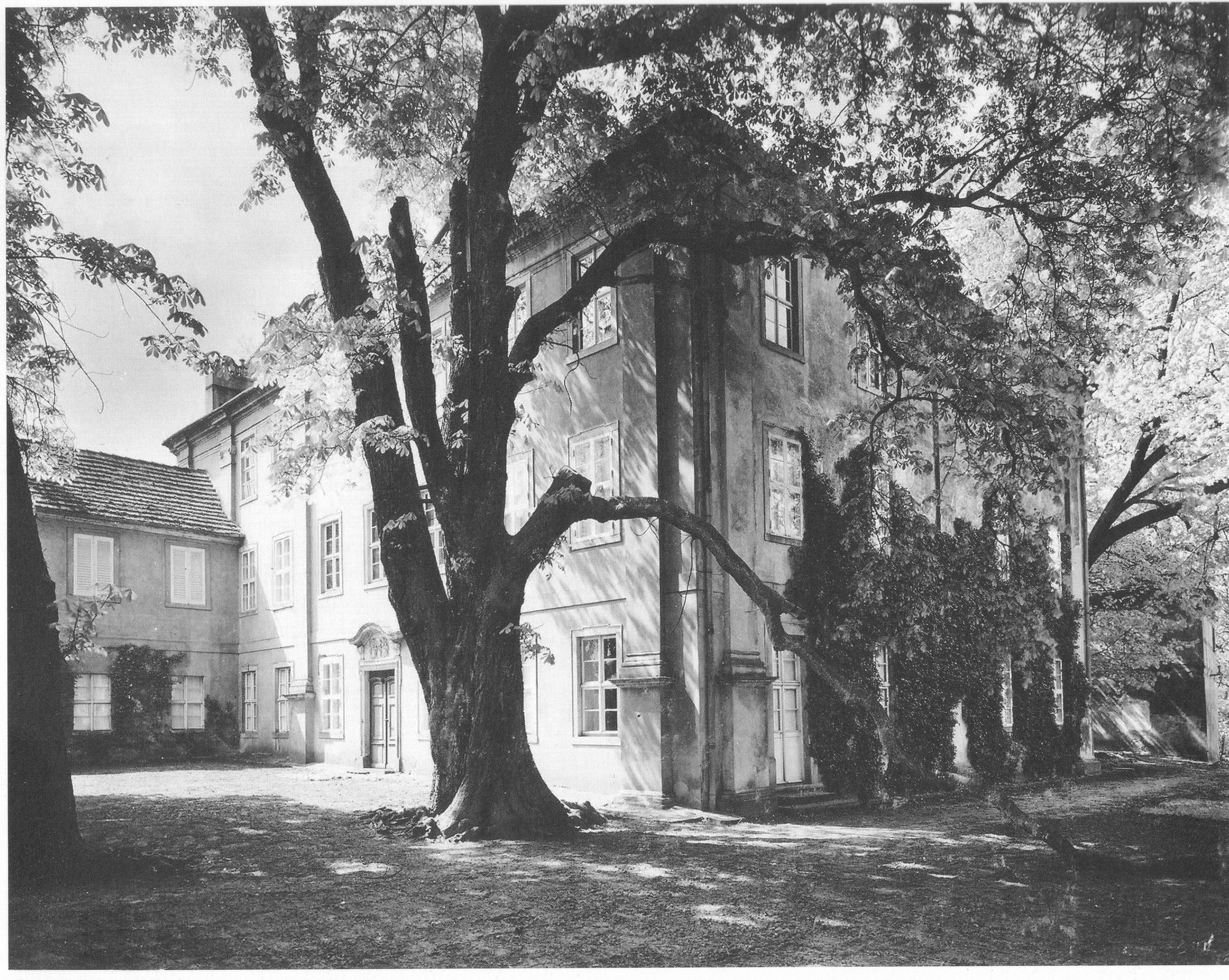
Le château de Schönhausen en 1921.

Schönhausen, tout comme le village voisin de Fischbeck, fut fondée au début du XIIIe siècle par les princes-évêques de Havelberg. Après la Réforme protestante, en 1571, le territoire de l'évêché (Hochstift) fut sécularisé et devint une possession de l'électorat de Brandenbourg sous le règne des Hohenzollern. 
Déjà en 1562, le domaine de Schönhausen est concédé à la noble famille de Bismark, en échange de Burgstall au sud-ouest. Le village fut devasté pendant la Guerre de Trente Ans, notamment par des troupes suédoises en 1642. Au début du XVIIIe siècle, la branche de Bismarck-Schönhausen fit construire un château baroque ; c'est là que naquit Otto von Bismarck, qui deviendra plus tard le premier chancelier de l'Empire allemand, le 1er avril 1815. Bismarck lui-même était le propriétaire de Schönhausen après le décès de son père en 1845.
À la fin de la Seconde Guerre mondiale, le manoir a été confisqué par l'Administration militaire soviétique. En 1958, le gouvernement de la République démocratique allemande a fait sauter le château de Schönhausen ; du bâtiment a été préservée seulement une aile latérale transformée en musée.

## Personnalités
- Bernhard von Bismarck (1810-1893), homme politique né à Schönhausen ;
- Otto von Bismarck (1815–1898), homme d'État et homme politique né à Schönhausen ;
- Otto Fürst von Bismarck (1897–1975), homme politique et diplomate né à Schönhausen ;
- Annett Louisan (née en 1977 à Havelberg), grandit à Schönhausen.

## Source
- (en) Cet article est partiellement ou en totalité issu de l’article de Wikipédia en anglais intitulé « Schönhausen » (voir la liste des auteurs).